# Larisa Il'inična Vol'pert
Larisa Il'inična Vol'pert (in russo Лариса Ильинична Вольперт?; Leningrado, 30 marzo 1926 – New York, 1º ottobre 2017) è stata una scacchista russa (sovietica fino al 1991).
Nel 1947 e 1948 vinse alla pari il campionato femminile di scacchi di Leningrado.
Vinse per tre volte (1954, 1958, 1959) il Campionato sovietico femminile.
Nel 1960 vinse il torneo internazionale di Tbilisi.
Ottenne il titolo di Grande Maestro Femminile nel 1977.
È laureata in filologia all'Università di San Pietroburgo. Dal 1962 al 1977 è stata professore associato di filologia all'istituto pedagogico di Pskov. In seguito ha insegnato all'Università di Tartu, dove è stata dal 1990 professore ordinario e dal 1993 professore emerito. I suoi principali campi di ricerca sono la storia della letteratura francese e i rapporti tra la letteratura russa e la letteratura francese.